# Thymidine
La thymidine, ou désoxythymidine, est un désoxyribonucléoside constitué de résidus de thymine et de 2'-désoxyribose combinés par une liaison glycosidique β-N1. Son ribonucléoside correspondant est la ribothymidine. Elle est généralement spécifique de l'ADN, elle peut être utilisée pour le marquage des acides désoxyribonucléiques. Cependant, sur certains ARN de transfert, l'uracile peut être méthylé secondairement, donnant un ARN comportant un résidu de ribothymidine, ou 5-méthyluridine. Il s'agit d'une exception rare.

## Métabolisme de la thymidine

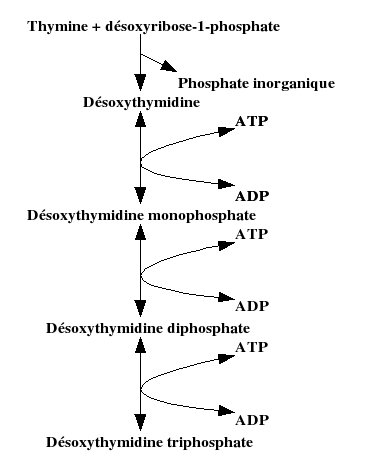

La désoxythymidine est constituée d'un ose associé à un groupement phosphate formant ensemble le désoxyribose-1-phosphate, et d'une base nucléique, la thymine. Elle est à l'origine de la formation de la thymidine monophosphate (TMP), de la thymidine diphosphate (TDP), et de la thymidine triphosphate (TTP), cette dernière étant utilisée lors de la constitution de nouveaux brins d'ADN.